# 群馬県道160号下箱田岩上線

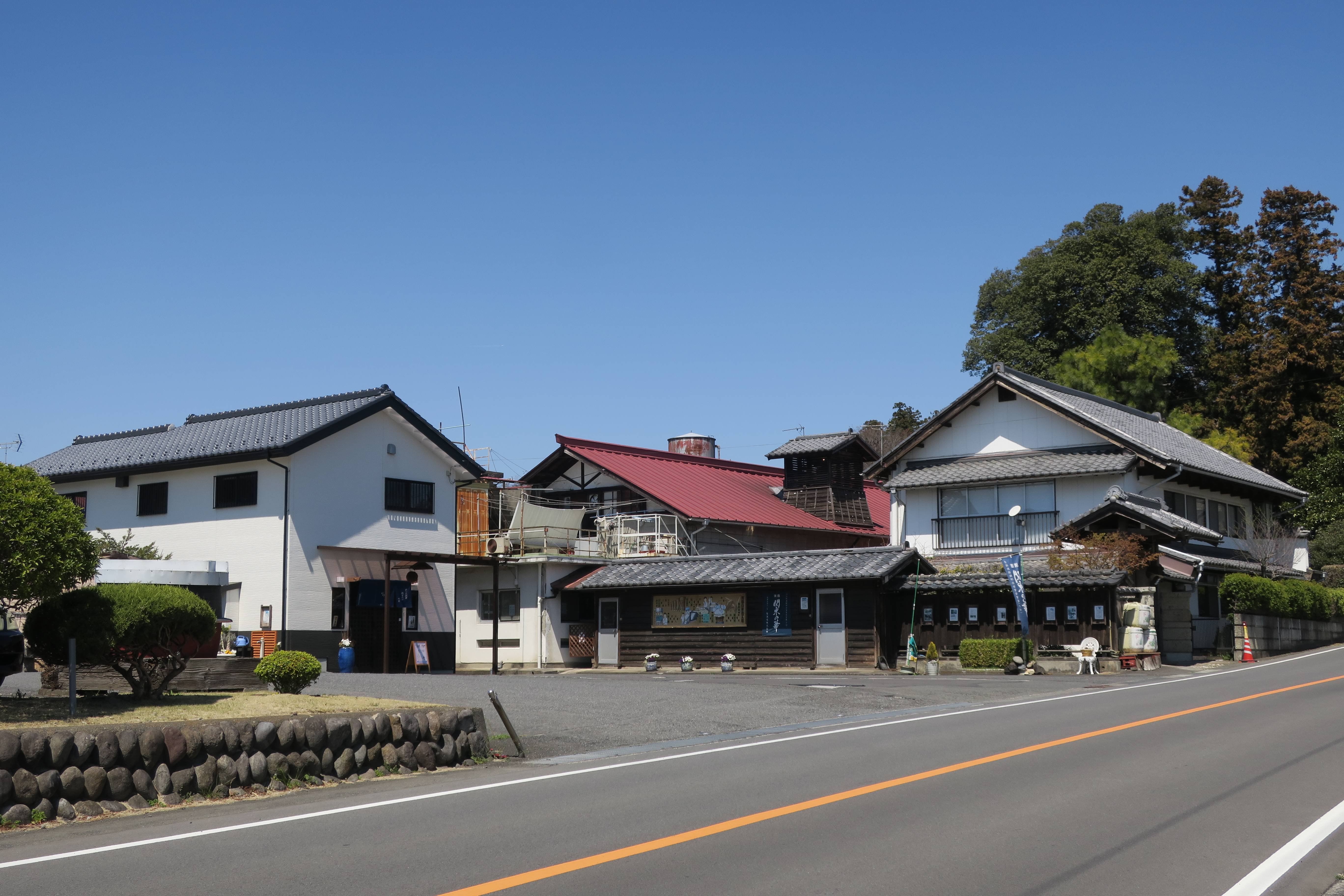
聖酒造付近

群馬県道160号下箱田岩上線（ぐんまけんどう160ごう しもはこだいわがみせん）は、渋川市北橘町内（箱田 - 下箱田）を通る群馬県道である。旧名称は「下箱田下河原線」。
同じ北橘町内を通る県道には群馬県道156号分郷八崎寄居線、群馬県道159号持柏木寄居線がある。

## 路線データ
- 起点：渋川市北橘町下箱田625番の19（国道291号交点〈下箱田交差点〉）[注釈 1]
- 終点：渋川市北橘町下箱田（群馬県道34号渋川大胡線交点）

## 歴史
- 1959年（昭和34年）9月18日：群馬県より現・道路法に基づき、県道下箱田下河原線（勢多郡北橘村大字下箱田 - 同郡同村大字下河原、整理番号149）が路線認定される[2]。
  - 同時に、前身路線にあたる県道前橋木曾線（前橋市 - 勢多郡北橘村 木曾神社、整理番号70）が路線廃止される[3]。
- 2006年（平成18年）2月20日：路線名が下箱田岩上線に変更される[4]。

## 交差する道路
- 国道291号（旧国道17号）
- 「国体道路」 - 起点で接続する。群馬県道には指定されていないが、グリーンドーム前橋や群馬県庁へアクセスするのに重要である。
- 群馬県道34号渋川大胡線